# Dewe
Dewe je jedna od 31 worede u regiji Afar u Etiopiji. Predstavlja dio Upravne zone 5.  Dewe je smještena u blizini osnove istočne strmine Etiopske visoravni, a graniči na jugu s Artumom, na zapadu s regijom Amhara, na sjeveru s Upravnom zonom 4, a na istoku s rijekom Avaš koja je dijeli od Upravne zone 3. Nedostaju informacije o gradovima u ovoj woredi.
Prema brojkama objavljenim od strane Središnje statističke agencije u 2005. godini, ova woreda je imala ukupno 71.023 stanovnika, od čega 30.418 muškaraca i 40.605 žena. Ne postoje informacije o površini Dewe, pa se ne može izračunati gustoća stanovnika.